# Urzante
Urzante es un despoblado español del municipio de Cascante, perteneciente a la Comunidad Foral de Navarra. 

## Geografía
Está situado a la derecha del río Queiles, junto a la carretera N-121-C entre Tudela y Tarazona. El lugar linda con Cascante, Murchante y Ablitas. 

## Historia
Hacia mediados del siglo XIX, el lugar, por entonces una villa que formaba ayuntamiento con Cascante, tenía contabilizada una población de 32 habitantes. Aparece descrito en el decimoquinto volumen del Diccionario geográfico-estadístico-histórico de España y sus posesiones de Ultramar de Pascual Madoz con las siguientes palabras:

URZANTE: v., que forma ayunt. con Cascante, en la prov. y c. g. de Navarra, part. jud. y dióc. de Tudela (1 y 1/2 leg.), aud. terr. de Pamplona (17 1/2): sit. á la der. del r. Queiles, en una pequeña altura; clima saludable; reina el viento N. y se padecen intermitentes. Tiene 5 casas, igl. parr. de entrada, dedicada á San Juan Bautista y servida por un vicario. El térm. se estiende 1/4 de leg. de N. á S. y 3 de E. á O., y confina N. Murchante; E. Ribaforada; S. Pedriz, y O. Cascante; comprendiendo dentro de su circunferencia un monte destinado a pastos. El terreno es de buena calidad, fertilizado en su mayor parte por el espresado r. caminos: los que dirigen á Tudela y Cascante. El correo se recibe de Tudela, por balijero, los domingos, martes y jueves. prod. toda clase de cereales y vino; cria de ganado lanar. ind.: ademas de la agrícola y pecuaria hay un molino harinero. pobl.: 8 vec., 32 alm. riqueza: 53,359 rs. Llamóse en lo ant. Urrán, estando sujeta al fuero de Tudela, dado en 1117. En 1138 fue concedida por D. Garcia á D. Jordan de Peña. En 1220 era de Pedro Fernandez y su mujer Doña Urraca Jordan, quienes la dieron en empeño con su cast. al rey D. Sancho el Fuerto, por 10,500 sueldos sanchetes, bajo la condicion de que no rescatándolo dentro de un año, quedase por el rey; y que si durante ese tiempo cambiase este la moneda no le diesen por el rescate mas que 1,000 mrs. alfonsinos, de buen oro y peso.
(Madoz, 1849, p. 232)

## Patrimonio
Existió una parroquia dedicada a San Juan Bautista, recuerdo de su pertenencia a la encomienda de Calchetas, dentro del Gran Priorato de Navarra de la Orden de San Juan de Jerusalén.
Hay en el lugar una ermita de la Virgen del Pilar, del siglo XVI, que presenta una planta rectangular que está cubierta por dos tramos de bóvedas estrelladas con claves decoradas. Al exterior muestra muros de ladrillo junto a una espadaña de igual material. Este edificio tiene adosado una antigua torre construida con sillares almohadillados, quizá de origen romano.